# Аристокреон
Аристокреон (др.-греч. Ἀριστοκρέων; около 200 г. до н. э.) — философ-стоик, племянник Хрисиппа.
Он был сыном сестры Хрисиппа и стал его учеником. Хрисипп посвятил ему некоторые произведения. Несколько фактов известно о жизни Аристокреона. Между 229 г. и 190 г. до н. э. он жил в Афинах, где был проксеном (консульский агент, действующий в другом городе). В 184 г. до н. э. он жил в Афинах. Плутарх пишет, что Аристокреон воздвиг бронзовую статую дяди со стихами:

Аристокреон посвятил эту статую своему дяде Хрисиппу,

Рассекшему плетенья академиков.

Достоверно не установлено, является ли Аристокреон автором описания Египта.